# Mnesteria basanistis
Mnesteria basanistis är en fjärilsart som beskrevs av Edward Meyrick 1908. Mnesteria basanistis ingår i släktet Mnesteria och familjen Lecithoceridae. Inga underarter finns listade i Catalogue of Life.